# Виктор Попов
Виктор Николаев Попов е български футболист, който играе като десен бек.

## Кариера
Юноша на „Черно море“ (Варна). Прави професионалният си дебют за отбора през май 2019 г. срещу „Ботев“ (Пловдив) (1 – 0). Десет дни по-късно подписва първи професионален договор с клуба. Тогава е извикан и в националния отбор на България.